# Pseudohemiculter hainanensis
Pseudohemiculter hainanensis är en fiskart som först beskrevs av Boulenger, 1900.  Pseudohemiculter hainanensis ingår i släktet Pseudohemiculter och familjen karpfiskar. IUCN kategoriserar arten globalt som livskraftig. Inga underarter finns listade i Catalogue of Life.